# Wielka Kępa (województwo kujawsko-pomorskie)
Wielka Kępa – wieś w Polsce, położona w województwie kujawsko-pomorskim, w powiecie bydgoskim, w gminie Dąbrowa Chełmińska. W latach 1975–1998 miejscowość administracyjnie należała do województwa bydgoskiego.

## Położenie
Miejscowość położona jest w gminie Dąbrowa Chełmińska, powiecie bydgoskim, na skraju historycznej Ziemi Chełmińskiej. Wieś rozlokowana jest na terasie nadzalewowej doliny Wisły. Miejscowość znajduje się w obrębie Fordońskiego Przełomu Wisły. 

## Charakterystyka
Wielka Kępa jest miejscowością niesołecką, wchodzącą w skład sołectwa Mozgowina, w gminie Dąbrowa Chełmińska. Większość obiektów życia codziennego (szkoła, poczta, przychodnia, apteka, PKS, PKP), znajduje się w pobliskim Ostromecku.

### Przyroda i rekreacja
Wieś położona jest na obszarze o wysokich walorach przyrodniczych i rekreacyjnych. W bezpośrednim sąsiedztwie znajduje się Rezerwat przyrody Wielka Kępa, a na zboczu doliny Wisły – Rezerwat przyrody Las Mariański. Oba rezerwaty chronią siedliska leśne: łęg wiązowo-jesionowy, jesionowo-olszowy, grąd subkontynentalny, buczynę niżową oraz kontynentalny bór mieszany. W 2003 wieś włączono w obszar Zespołu Parków Krajobrazowych Chełmińskiego i Nadwiślańskiego. Wielka Kępa objęta jest także siecią obszarów Natura 2000 pn.: Dolina Dolnej Wisły (obszar specjalnej ochrony ptaków) i Solecka Dolina Wisły.

## Historia
Geneza wsi ma związek z osadnictwem olęderskim w dolinie zalewowej Wisły w XVII wieku, popieranym przez szlacheckich właścicieli majątku ostromeckiego. Pierwszymi osadnikami byli mennonici, którzy uzyskali ziemię jako czasową dzierżawę, spełniając za użytkowanie gruntów okresowe opłaty w formie czynszów pieniężnych. Warunki pracy, choć utrudnione przez okresowe zalewy Wisły, rekompensowane były wolnością osobistą chłopów. Nizina nadwiślańska posiadała tu urodzajne mady, powstałe w wyniku osadzania się ilastych i organicznych substancji w czasie wylewów rzeki. W czasie przyborów wody rozdzielała się na kilka wysp. W XVIII i XIX wieku wieś skolonizowana przez olędrów słynęła z wysokiej kultury rolnej. 
Ze spisu majątku ostromeckiego z 1787 roku wynika, że w Wielkiej Kępie mieszkało 116 osób. Natomiast z zestawienia podatkowego i spisu ludności w 1812 roku wynika, że wieś zaliczała się do najbogatszych w majoracie ostromeckim. W I połowie XIX wieku nastąpiła kolonizacja niemiecka w wyniku zmian strukturalnych wynikających z pruskiej ustawy uwłaszczeniowej. We wsi przeważali mało- i średniorolni chłopi. W 1882 roku znajdowało się tu ogółem 28 budynków, w tym 8 domów mieszkalnych, zamieszkanych przez 79 osób, w tym 8 katolików i 71 ewangelików. Miejscowość należała do parafii katolickiej i ewangelickiej w Ostromecku, natomiast dzieci uczęszczały do szkoły w Mozgowinie.

## Galeria zdjęć

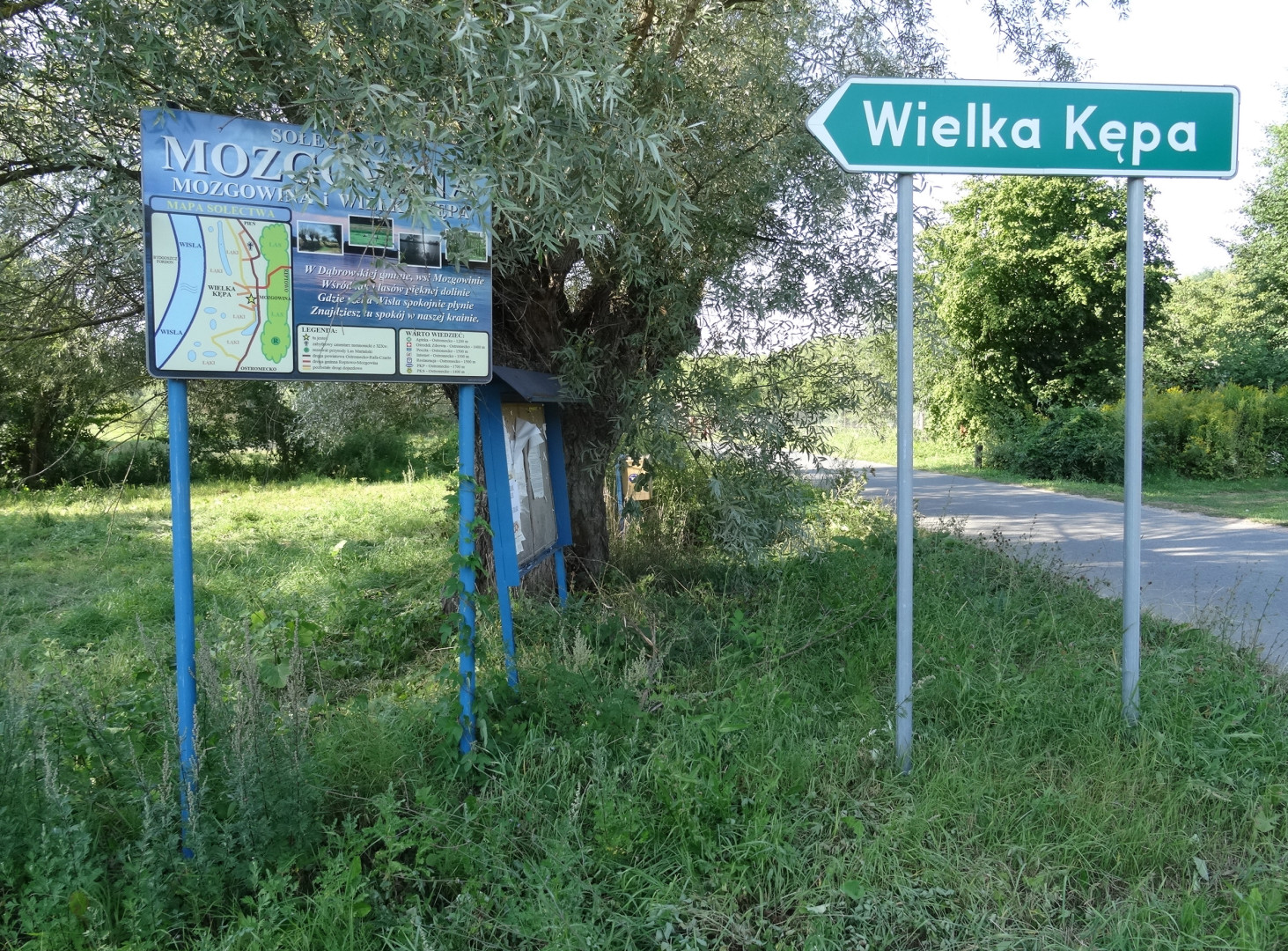
Kierunkowskaz od drogi prowadzącej z Ostromecka
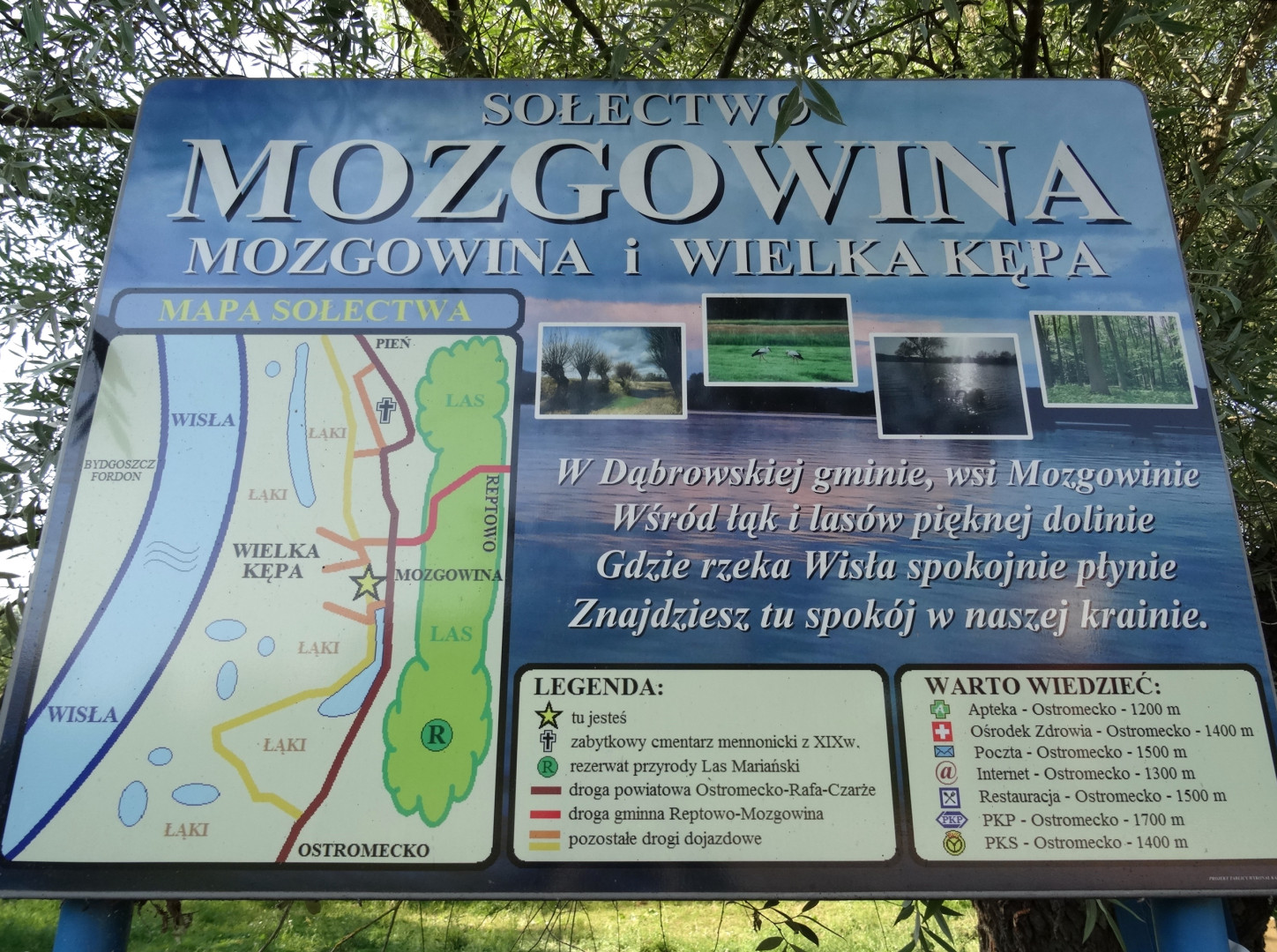
Tablica informacyjna sołectwa Mozgowina-Wielka Kępa